# Caponioidea
Caponioidea es una superfamilia de arañas araneomorfas, constituida por dos familias de arañas habitualmente con seis ojos.
- Caponiidae: 15 géneros, 84 especies (algunas especies tienen dos o cuatro ojos)
- Tetrablemmidae: 30 géneros, 142 especies